# The Flirt (film fra 1922)
The Flirt er en amerikansk stumfilm fra 1922 af Hobart Henley.

## Medvirkende
- George Nichols som Papa Madison
- Lydia Knott som Mama Madison
- Eileen Percy som Cora Madison
- Helen Jerome Eddy som Laura Madison
- Buddy Messinger som Hedrick Madison
- Harold Goodwin som Jimmy Madison
- Nell Craig som Dell Fenton